# Seringueiras
Seringueiras là một đô thị thuộc bang Rondônia, Brasil. Đô thị này có diện tích 2251,27 km², dân số năm 2007 là 11757 người, mật độ 5,22 người/km².